# Jekatěrina Daškovová
Jekatěrina Romanovna Daškovová rozená Voroncovová (17.jul./ 28. března 1743greg. Petrohrad – 4.jul./ 16. ledna 1810greg. Moskva) byla ruská kněžna z rodu Voroncovů, přítelkyně a spolupracovnice Kateřiny II. Veliké.
Měla významnou roli při palácovém převratu v roce 1762, díky němuž Kateřina II. nastoupila na trůn. Jako první žena bez carského původu zastávala vysoké vládní posty. Byla ředitelkou Petrohradské akademie věd a předsedkyní Ruské akademie věd, organizátorkou a tvůrkyní prvního výkladového slovníku ruského jazyka, státní dámou ruského císařského dvora, významnou představitelkou ruského osvícenství, překladatelkou, novinářkou, spisovatelkou a hudebnicí, která měla velký vliv na transformaci absolutní monarchie v Rusku.

## Život

### Mládí
Byla třetí dcerou hraběte Romana Illarionoviče Voroncova, člena senátu a armádního generála. Matka Marfa Ivanovna, rozená Surmina, pocházela z rodiny bohatého obchodníka. Strýc Michail Illarionovič byl kancléřem Ruské říše v letech 1758–1765. Bratr Semjon Romanovič byl diplomat a slavný anglofil. Její sestrou byla Jelizaveta Romanovna Poljanská a její druhá sestra, Marija Romanovna, byla provdána za Petra Alexadroviče Buturlina.
Jekatěrina byla od čtyř let vychovávána strýcem Michailem Illarionovičem Voroncovem. Její výchova byla „čistě francouzská“, omezená na výuku jazyků, tance a kreslení. Když Jekatěrina onemocněla spalničkami, byla poslána do vesnice vzdálené sedmnáct mil od Petrohradu, kde získala vztah ke knihám. Byla jednou z nejvzdělanějších žen své doby.
Jejími oblíbenými spisovateli byli Pierre Bayle, Charles Louis Montesquieu, Voltaire, Nicolas Boileau a Claude-Adrien Helvétius. O jejím vztahu k literatuře a ke čtení se dozvěděl hrabě Ivan Ivanovič Šuvalov, proto jí posílal literární novinky té doby. V únoru 1759 se vdala za knížete Michaila Ivanoviče Daškova, potomka Smolenských Rurikovců, a přestěhovala se s ním do Moskvy.

### Politická činnost
Od útlého věku se zajímala o politické otázky. Jako dítě si pročítala diplomatické listiny svého strýce a sledovala dění ruské politiky. Byla spojena s císařským dvorem a stala se jednou z předních osobností, které podporovaly Kateřinu II. při nástupu na trůn. V roce 1758 se setkala s Kateřinou II. osobně. Měly společné literární zájmy a také si velmi rozuměly a tak Kateřinu začala podporovat.
V roce 1762 se aktivně účastnila palácového převratu, kdy byl Petr III. s trůnu sesazen a to i přesto, že byl jejím příbuzným a kmotrem. Na jeho místě ho vystřídala Kateřina II.

### Cesty do zahraničí
Její vztah s Kateřinou II. Velikou se postupně zhoršoval, ale i nadále ji byla věrnou společnicí. Velice často jí však vadili milenci Kateřiny II., a neměla ráda pozornost, která byla Kateřině II. věnována. Její přímočaré chování a neskrývané pohrdání oblíbenými hosty v paláci a pocit podcenění jejích zásluh vytvořily odcizení mezi ní a Kateřinou II, a proto se snažila získat povolení k odjezdu do zahraničí. Když povolení získala, tak po krátké době, v prosinci 1769 odcestovala do zahraničí. Během tří let navštívila Anglii, Francii, Švýcarsko a Prusko. Během rozsáhlé cesty po Evropě byla přijata s velkým respektem na zahraničních císařských dvorech. Díky její literární a vědecká reputaci získala přístup ke společnosti vědců a filozofů v hlavních městech Evropy. V Paříži navázala přátelství s Denisem Diderotem a Voltairem.
I v letech 1775-1782 pobývala v zahraničí, aby vychovávala svého syna, který se vzdělával na Edinburské univerzitě. Znovu navštívila Paříž, Švýcarsko, Německo a také Itálii. Několik let žila ve Skotsku, kde vedla rozhovory s Adamem Smithem a Williamem Robertsonem, kterému svěřila výchovu svého syna.
Během svého pobytu v Paříži v roce 1789 se setkala s Benjaminem Franklinem a na jeho podnět a doporučení byla přijata do Americké filosofické společnosti. Ve stejném roce byl na oplátku na její doporučení Benjamin Franklin přijat do Ruské akademie věd.

### Řízení akademie a literární činnost
V roce 1782 se vrátila do Petrohradu, v tomto období se vztah s Kateřinou II. opět zlepšil. Kateřině se líbila její touha povýšit ruský jazyk na úroveň významných literárních jazyků Evropy. V roce 1783 císařovna ji jmenovala ředitelkou Petrohradské akademie věd. Tento post zaujímala do roku 1794. Byla první ženou na světě, která vedla národní akademii věd.

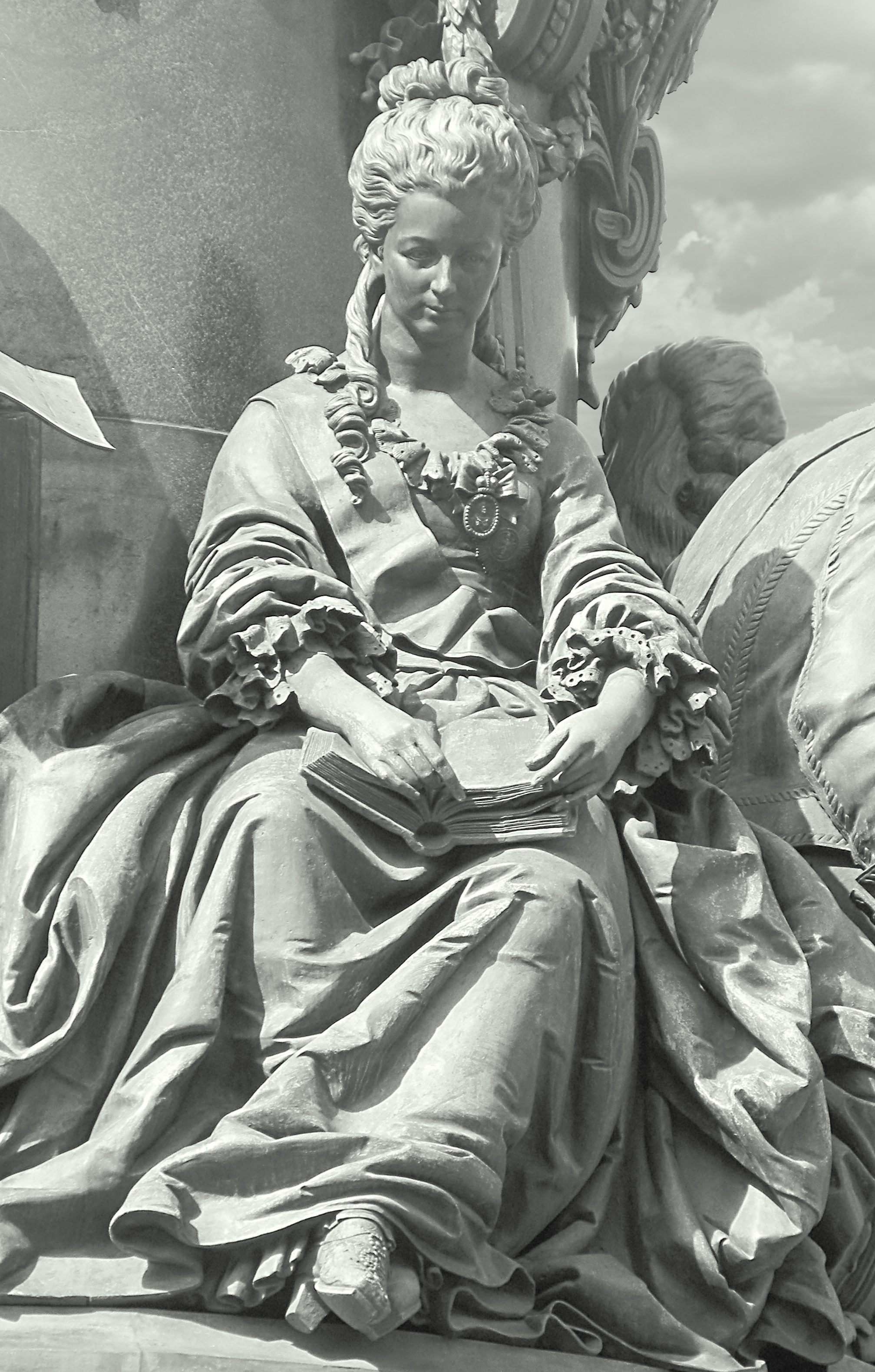
Detail pomníku Kateřiny II. v Petrohradě

V roce 1783 byla také jmenována první prezidentkou nově vytvořené Ruské akademie věd. Zahájila projekt Ruské akademie věd, který se týkal vytvoření šestidílného výkladového slovníku ruského jazyka. V témže roce byla zvolena čestnou členkou Královské švédské akademie věd, první ženou mezi zahraničními členy této akademie a její druhou ženskou členkou po Evě Ekebladové. V čele Ruská akademie věd byla až do roku 1794.
Organizovala a systematizovala různé oblasti akademické práce. Složení akademie bylo rozšířeno díky jejímu úsilí. Zvýšila počet studentů na gymnáziu, organizovala veřejné přednášky, zřídila akademickou tiskárnu, rozšířila kartografické práce.
Kromě toho pracovala jako novinářka, psala hry, básně, eseje, ráda četla vědeckou literaturu a mluvila několika cizími jazyky. Je autorkou satirického díla „Poslanie k slovu: tak“. Druhé její významné dílo je „Novyje ežemesjačnyje sočinenija“. Hlavním úkolem Ruské akademie věd bylo vytvoření Výkladového slovníku ruského jazyka. Kromě těchto literárních prací, psala také verše (anglicky a francouzsky) а překládala práce Voltaira. Byla velmi aktivní osoba a osobně se podílela například na stanovení cen knih vydávaných Ruskou akademií. Na akademii byly organizovány veřejné přednášky, které byly velmi úspěšné a přilákaly mnoho studentů. Počet stipendijních studentů Akademie se ji podařil zvýšit ze 17 na 50, a absolventů Akademie umění z 21 na 40.

### Exil a smrt
Když v roce 1796 nastoupil na trůn Pavel I. byla zbavena všech svých vedoucích pozic a dostala nařízeno odejít na vzdálené statky jejího syna u Novgorodu. Poslání do vyhnanství byla pomsta Pavla I. za to, že svrhla jeho otce z trůnu. Po nějaké době byl trest částečně odvolán na žádost Jekatěriných přátel a bylo jí dovoleno dožít poslední roky svého života na svém vlastním statku poblíž Moskvy, kde zemřela 4. ledna 1810.
Byla pohřbena v obci Trojickoje v Kalužské gubernii. Koncem 19. století byl její náhrobek ztracen. V roce 1999 byl její náhrobek obnoven a vysvěcen archieparchou Klimentem.

## Památka
V Petrohradě na Něvském prospektu stojí socha Kateřiny II., kde je po pravé straně věnována i památka Jekatěrině Daškovové. V Serpuchovu je jedna z ulic pojmenována jejím jménem. V Protvinu je po ní pojmenovaná městská knihovna. V roce 1996 jí byla věnována poštovní známka. 28. března 1998, bylo otevřeno pamětní muzeum kněžny E. R. Daškovové na střední škole ve městě Kremjonki.

## Ocenění
V listopadu 1999 Moskevský humanitární institut Jekatěriny Romanovny Daškovové a Národní výbor rytířů ruských císařských řádů zřídili řád kněžny Jekatěriny Romanovny Daškovové "Za službu svobody a osvícení".